# Acacia polyphylla
Acacia polyphylla es un arbusto de la familia de las leguminosas (Fabaceae) originaria de América, desde México hasta Argentina.

## Descripción
Son árboles, que alcanzan un tamaño de 10–30 m de alto, sin contrafuertes, tallos escasamente pubescentes, glabrescentes, ramas estrigulosas o hispídulas. Hojas de 7–25 cm de largo, pinnas 5–12 pares, (2–) 4–9 cm de largo; folíolos 11–31 pares por pinna, oblongo-subfalcados, 5–12.5 mm de largo y 1.5–3 mm de ancho, agudos hacia el ápice, base truncada. Capítulos en panículas terminales o axilares, de 13–15.5 cm de largo, cabezuelas 15 mm de diámetro en la antesis, pedúnculos 0.5–1.5 cm de largo, estrigulosos, basalmente con 1 bráctea linear de 4–7.5 mm de largo, densamente estrigulosa, bráctea floral 0.5–1 mm de largo, flores blancas; cáliz campanulado, 2.5 mm de largo, 5-lobado, velutino a densamente pubescente; corola 4.5–5 mm de largo, 5-lobada en 1/4 de su longitud, velutina a densamente pubescente; estambres eglandulares; ovario 1 mm de largo, pubescente, estípite más largo que el ovario; nectario ausente. Fruto plano, 9.5–19 cm de largo, 1–4.5 cm de ancho y 3–7 mm de grueso, ápice redondeado, base aguda, dehiscente, los márgenes ligeramente más gruesos que las valvas, valvas cartáceas, glabras, verdes a café claras, estípite hasta 5 mm de largo; semillas elipsoides, 8–9 mm de largo, 5–6 mm de ancho y 2 mm de grueso, café obscuras a negruzcas.

## Taxonomía
Acacia polyphylla fue descrita por Augustin Pyrame de Candolle y publicado en Catalogus plantarum horti botanici monspeliensis 74. 1813.
Etimología
Ver: Acacia: Etimología
polyphylla: epíteto latino que significa "con muchas hojas".
Sinonimia
- Senegalia polyphylla (DC.) Britton & Killip[4]